# Max Riemelt
Max Riemelt, född 7 januari 1984 i Östberlin, dåvarande Östtyskland, är en tysk skådespelare. Han har bland annat medverkat i filmen Führerns elit (2004) där han spelade rollen som Friedrich Weimer, samt i Netflix-serien Sense8, där han spelade karaktären Wolfgang.

## Filmer
- 1997: Praxis Bülowbogen
- 1997: Eine Familie zum Küssen
- 1998: Zwei allein
- 1999: Wenn alle Herzen schmelzen
- 1999: Der Bär ist los
- 2000: Brennendes Schweigen
- 2000: Mädchen, Mädchen
- 2001: Mein Vater und andere Betrüger
- 2002: Alarm für Cobra 11
- 2002: Balko „Giftzwerge“
- 2002: Lottoschein ins Glück
- 2002: Sextasy
- 2002: Wolffs Revier „Au Pair“
- 2003: In aller Freundschaft
- 2003: Die Sonne anschreien
- 2003: Mädchen, Mädchen 2 – Loft oder Liebe
- 2003: Appassionata
- 2003: Napola – Elite für den Führer
- 2004: Neuland „Kurzfilm“
- 2004: Todfeinde „Kurzfilm“
- 2004: Der Rote Kakadu
- 2005: Das Alphateam „Respekt“
- 2005: Hallesche Kometen
- 2005: Nachtasyl
- 2005: Der Untergang der Pamir
- 2006: Grundgesetz §19 - Stehplatz
- 2006: An die Grenze
- 2006: Mörderischer Frieden
- 2006: Der Kriminalist
- 2007: Ironman
- 2007: Up! Up! To the sky
- 2007: Tausend Ozeane
- 2008: Die Welle
- 2010: We Are The Night
- 2011: Tage, die bleiben
- 2011: The Depraved
- 2011: Playoff
- 2012: The Fourth State
- 2012: Heiter bis Wolkig
- 2012: The German Friend
- 2013: Free Fall
- 2013: Blutgeld
- 2014: Der zweite Mann
- 2014: Elly Beinhorn – Alleinflug
- 2015: Freistatt
- 2015–2018: Sense8
- 2023: Sovande hundar